# Salticus gomerensis
Salticus gomerensis là một loài nhện trong họ Salticidae.
Loài này thuộc chi Salticus. Salticus gomerensis được Jörg Wunderlich miêu tả năm 1987.